# Polimerizzazione a stadi

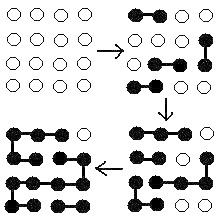
Rappresentazione schematica del processo di polimerizzazione a stadi (in nero sono evidenziate le catene in crescita, in bianco i monomeri).

La polimerizzazione a stadi è una delle due grandi classi distinte di reazioni di polimerizzazione; l'altra è la polimerizzazione a catena.
La polimerizzazione a stadi è spesso una polimerizzazione per condensazione (cioè con espulsione di una molecola a basso peso molecolare, detta "condensato"), ma esistono delle eccezioni; ad esempio il poliuretano è un polimero di addizione, ma la sua produzione avviene tramite polimerizzazione a stadi.
Nelle polimerizzazioni a stadi si ha che:
- le reazioni di inizio e di propagazione avvengono con circa la stessa velocità (ki ≈ kp); non si ha bisogno di attivare il sistema con un iniziatore;
- la macromolecola (con elevato grado di polimerizzazione) si forma in un tempo relativamente lungo, all'inizio della polimerizzazione si hanno oligomeri;
- il grado di polimerizzazione aumenta nel tempo ma la conversione a polimero rimane costante (il monomero sparisce subito).

Nella polimerizzazione a stadi vengono coinvolti monomeri di tipo A-A/B-B o A-B, dove A e B sono gruppi complementari; tali monomeri possono essere bi- o poli-funzionali (cioè aventi due o più gruppi funzionali). Nel caso in cui ogni molecola abbia più di due gruppi funzionali sussiste la possibilità di creare dei polimeri non lineari.
Nei polimeri che si formano i gruppi risultanti (ad esempio gruppo estereo) sono nella catena principale.

## Classificazione di Carothers
Le reazioni chimiche coinvolte nella polimerizzazione a stadi, secondo la classificazione di Carothers, possono essere:
- condensazione: avviene con quasi tutti i gruppi funzionali per liberazione di una molecola a basso peso molecolare (chiamata "condensato");
- addizione al doppio legame: avviene solo con isocianati; non si ha liberazione di una piccola molecola, bensì l'unico prodotto della reazione di polimerizzazione è il polimero (questo però non esclude che si producano altri composti, ad esempio a causa di reazioni concorrenti o consecutive).

### Esempi di polimerizzazioni a stadi
Le principali reazioni di polimerizzazione a stadi sono le seguenti:
- derivati di acidi carbossilici + alcoli → poliesteri
- derivati di acidi carbossilici + ammine → poliammidii
- acido carbonico + fenolo → policarbonati
- aldeidi + alcoli → poliacetali
- aldeidi + fenolo → resine fenoliche
- aldeidi + urea → resine ureiche
- aldeidi + melammina → resine melamminiche
- epossidi + ammine → resine epossidiche
- epossidi + anidridi → resine epossidiche
- isocianati + alcoli → poliuretani
- clorosilani → siliconi

L'epossido è un gruppo molto reattivo perché ha un'alta tensione angolare e sottrae un idrogeno alle ammine e alle anidridi, formando le resine epossidiche, (che sono tecnopolimeri utilizzati in ambito aeronautico).
Le resine fenoliche rappresentano il primo polimero sintetizzato in laboratorio (bachelite). Le resine fenoliche hanno il vantaggio di resistere molto bene al fuoco, più delle resine epossidiche.
Il gruppo isocianato è anch'esso molto reattivo, ma tra tutti i gruppi possibili reagisce prevalentemente con gli alcoli.

## Ramificazioni
I dendrimeri hanno struttura regolare e vengono sintetizzati in più stadi; i sistemi iper-reticolati hanno invece struttura irregolare e vengono sintetizzati per reticolazione di un sistema del tipo AB2 (sintesi mono-stadio). Questi due sistemi, rispetto ai sistemi lineari, hanno differenti caratteristiche, tra cui:
- maggiore solubilità nei solventi comuni (nei dendrimeri dipende dai gruppi termici);
- minore viscosità del fuso ed in soluzione (formazione di aggrovigliamenti)
- minore raggio idrodinamico
- diversa temperatura di transizione vetrosa (Tg) e scarsa capacità di cristallizzare.

## Reticolazioni

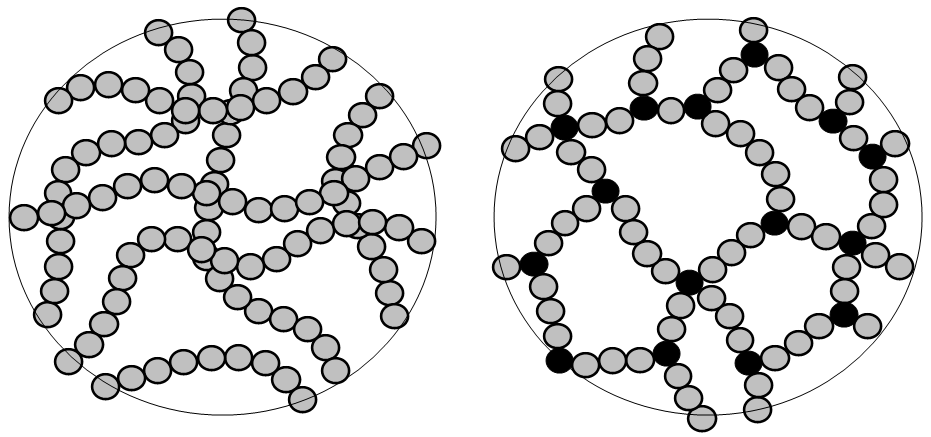
Un polimero lineare (a sinistra) e uno reticolato (a destra) messo a confronto. I cerchietti neri indicano i punti di reticolazione.

Le reticolazioni vincolano le catene polimeriche da 2 estremità e le uniscono su piani differenti con diversi legami:
- legami primari (reazione chimica): reticolazione permanente;
- legami secondari (cristalliti): reticolazione fisica, reversibile;
- "aggrovigliamenti" di molecole.

Le reticolazioni possono essere inoltre suddivise in:
- fitte (comportamento duro, fragile)
- lasche (comportamento elastico).

Le reticolazioni chimiche si possono ottenere da monomeri "polifunzionali" (cioè contenenti più di due gruppi funzionali) oppure da reazioni secondarie.